# Ga Gil-dong
Ga Gil-dong (Tiếng Hàn: 길동역, Hanja: 吉洞驛) là ga tàu điện ngầm trên Tàu điện ngầm vùng thủ đô Seoul tuyến 5 nằm ở Gil-dong, Gangdong-gu, Seoul.

## Lịch sử
- 15 tháng 11 năm 1995: Bắt đầu kinh doanh với việc khai trương Tàu điện ngầm Seoul tuyến 5

## Bố trí ga
| Gangdong ↑   |
| \| W/B       |
| ↓ Gubeundari |

| Hướng Tây  | ●Tuyến 5 | ← Hướng đi Gangdong · Cheonho · Gwanghwamun · Banghwa          |
| Hướng Đông | ●Tuyến 5 | → Hướng đi Gubeundari · Myeongil · Godeok · Hanam Geomdansan → |

## Xung quanh nhà ga
- Thư viện Gangdong
- Bưu điện Seoul Gangdong
- Tổng công ty Bảo hiểm Y tế Quốc gia Chi nhánh Gangdong
- Trung tâm phúc lợi hành chính Gil-dong
- Khu Gildong
- Trường tiểu học Seoul Gildong
- Trường tiểu học Seoul Cheondong
- Cục thuế Gangdong
- Chợ truyền thống Gil-dong Bokjo-ri